# Publi Rutili Síntrof
Publi Rutili Síntrof (llatí: Publius Rutilius Syntrophus) va ser un notable hispà que va fer erigir en un temple dedicat a Minerva una imatge d'una divinitat en compliment d'un vot que havia fet. La imatge fou construïda amb marbres de la seva pròpia mà, motiu pel qual és anomenat marmorarius ('escultor en marbre') en la inscripció trobada a Gades on consta tot plegat.